# Bismarckmerel
De bismarckmerel (Turdus heinrothi) is een zangvogel uit de familie Turdidae (lijsters). Eerder werd deze vogel beschouwd als een ondersoort van de eilandmerel (T. poliocephalus).
Deze vogel is genoemd naar de Duitse zoöloog Oskar Heinroth.

## Verspreiding en leefgebied
De Bismarckmerel is endemisch in de Bismarckarchipel, een eilandengroep in het noordoosten van Papoea-Nieuw-Guinea. Er zijn drie ondersoorten:
- T. h. beehleri: Nieuw-Ierland.
- T. h. tolokiwae: Tolokiwa.
- T. h. heinrothi: Sint-Matthias-eilanden.